# Wyspy Dżibuti
Lista wysp Dżibuti.
- Seven Brothers - grupa 6 wysp, najwyższe wzniesienie 114 m n.p.m.
- Moucha - pow. 3,994 km²; dł. 2,41 km; szer. 1,6 km; 13 m n.p.m.; 20 osób
- Doumeira - pow. 1,29 km²; 44 m n.p.m.
- Maskali - pow. 0,48 km²; dł. 1,73 km; szer. 0,28 km; 2 m n.p.m.
- Abou Maya - pow. 0,009 km²; dł. 100 m; szer. 90 m; 15 m n.p.m.
- Ile Warramous